# Rudolf Ipold

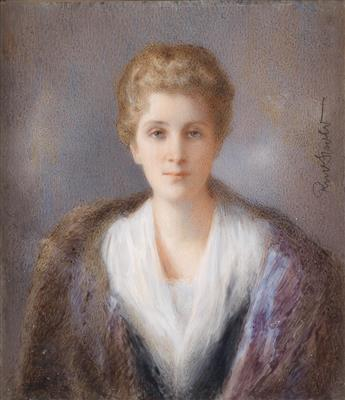
Bildnis einer blonden Dame in blauem Umhang

Rudolf Ipold (* 23. Dezember 1873 in Wien; † 18. März 1936 ebenda) war ein österreichischer Miniaturmaler.
Rudolf Ipold war seit 1890 Privatschüler bei Adalbert Franz Seligmann, dann an der Kunstgewerbeschule Wien und von 1892 bis 1897 an der Akademie der bildenden Künste Wien. Danach wurde Ipold Schüler im Atelier von Eduard Veith.
Seit 1907 war Ipold als freischaffender Porträtminiaturmaler im Stil traditioneller Wiener Miniaturmalerei tätig. Er porträtierte prominente Personen des Kaiserhauses, des Hochadels und der Großindustrie, auch aus Deutschland, Frankreich, England, Italien und aus den Vereinigten Staaten.